# ميلوس تريفونوفيتش
ميلوس تريفونوفيتش (بالصربية: Милош Трифуновић)‏ هو لاعب كرة قدم صربي في مركز الهجوم، ولد في 15 أكتوبر 1984 في بلغراد في صربيا. لعب مع النجم الأحمر بلغراد وإف كي أتيراو ورادنيتشكي نيش ونادي أورداباسي ونادي بونيودكور ونيوكاسل يونايتد جتس.

## وصلات خارجية
- ميلوس تريفونوفيتش على موقع الاتحاد الأوربي (الإنجليزية)
- ميلوس تريفونوفيتش على موقع قاعدة بيانات كرة القدم.إي يو (الإنجليزية)
- ميلوس تريفونوفيتش على موقع Soccerbase.com (لاعب) (الإنجليزية)
- ميلوس تريفونوفيتش على موقع Soccerway.com (الإنجليزية)
- ميلوس تريفونوفيتش على موقع عالم كرة القدم.نت (الإنجليزية)